# Liste der Kulturdenkmale in Gispersleben
Die Liste der Kulturdenkmale in Gispersleben enthält die Kulturdenkmale des Stadtteils Gispersleben der thüringischen Landeshauptstadt Erfurt, die vom Thüringischen Landesamt für Denkmalpflege und Archäologie als Bau- und Kunstdenkmale auf dem Gebiet der Stadt mit Stand vom 24. April 2025 erfasst wurden.

## Legende
- Bild: zeigt ein Bild des Kulturdenkmals und gegebenenfalls einen Link zu weiteren Fotos des Kulturdenkmals im Medienarchiv Wikimedia Commons
- Bezeichnung: Name, Bezeichnung oder die Art des Kulturdenkmals
- Lage: Wenn vorhanden Straßenname und Hausnummer des Kulturdenkmals; Grundsortierung der Liste erfolgt nach dieser Adresse. Der Link Karte führt zu verschiedenen Kartendarstellungen und nennt die Koordinaten des Kulturdenkmals.
 Kartenansicht, um Koordinaten zu setzen – in dieser Kartenansicht sind Kulturdenkmale ohne Koordinaten mit einem roten bzw. orangen Marker dargestellt und können in der Karte gesetzt werden. Kulturdenkmale ohne Bild sind mit einem blauen bzw. roten Marker gekennzeichnet, Kulturdenkmale mit Bild mit einem grünen bzw. orangen Marker.
- Datierung: gibt das Jahr der Fertigstellung beziehungsweise das Datum der Erstnennung oder den Zeitraum der Errichtung an
- Beschreibung: bauliche und geschichtliche Einzelheiten des Kulturdenkmals, vorzugsweise die Denkmaleigenschaften
- ID: Die ID identifiziert das Kulturdenkmal eindeutig. In Thüringen sind aktuell keine IDs veröffentlicht. In der ID-Spalte kann sich auch folgendes Icon  befinden, dies führt zu Angaben zu diesem Kulturdenkmal bei Wikidata.

## Liste der Kulturdenkmale in Gispersleben
| Bild                                    | Bezeichnung                              | Lage                                                                                      | Datierung | Beschreibung | ID |
| --------------------------------------- | ---------------------------------------- | ----------------------------------------------------------------------------------------- | --------- | --- | -- |
| weitere Bilder Fotos hochladen          | Brunnen                                  | Amtmann-Kästner-Platz, Gemarkung Gispersleben-Kiliani / Flur 7 / Flurstück(e) 303 (Karte) |           | einzelnes Kulturdenkmal |    |
| weitere Bilder Fotos hochladen          | Wohnhaus                                 | Amtmann-Kästner-Platz 1 (Karte)                                                           |           | einzelnes Kulturdenkmal |    |
| BW                                      | Remise                                   | Amtmann-Kästner-Platz 1 (Karte)                                                           |           | einzelnes Kulturdenkmal |    |
| weitere Bilder Fotos hochladen          | Wohn- und Geschäftshaus, Gasthausgebäude | Amtmann-Kästner-Platz 2 (Karte)                                                           |           | einzelnes Kulturdenkmal |    |
| weitere Bilder Fotos hochladen          | Wohn- und Geschäftshaus                  | Amtmann-Kästner-Platz 8 (Karte)                                                           |           | einzelnes Kulturdenkmal |    |
| BW                                      | Scheune                                  | Amtmann-Kästner-Platz 13a (Karte)                                                         |           | einzelnes Kulturdenkmal |    |
| weitere Bilder Fotos hochladen          | Wohnhaus                                 | Amtmann-Kästner-Platz 14 (Karte)                                                          |           | einzelnes Kulturdenkmal |    |
| weitere Bilder Fotos hochladen          | Grabmal Familie Kästner/Klatt            | Friedhofstraße 27, auf dem Friedhof                                                       |           | einzelnes Kulturdenkmal |    |
| weitere Bilder Fotos hochladen          | Grabmal Cramer                           | Friedhofstraße 27, auf dem Friedhof                                                       |           | einzelnes Kulturdenkmal |    |
| Direkt Bild zu diesem Denkmal hochladen | Grabma Kromstedt                         | Friedhofstraße 27, auf dem Friedhof                                                       |           | einzelnes Kulturdenkmal |    |
| Direkt Bild zu diesem Denkmal hochladen | Grabmal Robert                           | Friedhofstraße 27, auf dem Friedhof                                                       |           | einzelnes Kulturdenkmal |    |
| Direkt Bild zu diesem Denkmal hochladen | Grabmal Schlabe                          | Friedhofstraße 27, auf dem Friedhof                                                       |           | einzelnes Kulturdenkmal |    |
| Direkt Bild zu diesem Denkmal hochladen | Grabmal Stecher/Kokorsk                  | Friedhofstraße 27, auf dem Friedhof                                                       |           | einzelnes Kulturdenkmal |    |
| Direkt Bild zu diesem Denkmal hochladen | Grabmal Otto                             | Friedhofstraße 27, auf dem Friedhof                                                       |           | einzelnes Kulturdenkmal |    |
| Direkt Bild zu diesem Denkmal hochladen | Grabmal Lenke                            | Friedhofstraße 27, auf dem Friedhof                                                       |           | einzelnes Kulturdenkmal |    |
| weitere Bilder Fotos hochladen          | Grabmal Görlach                          | Friedhofstraße 27, auf dem Friedhof                                                       |           | einzelnes Kulturdenkmal |    |
| weitere Bilder Fotos hochladen          | Treuerhalle                              | Friedhofstraße 27, auf dem Friedhof (Karte)                                               |           | einzelnes Kulturdenkmal |    |
| weitere Bilder Fotos hochladen          | Friedhofstor                             | Friedhofstraße 27 (Karte)                                                                 |           | einzelnes Kulturdenkmal |    |
| weitere Bilder Fotos hochladen          | Portal mit umgebender Hofmauer           | Granseer Straße 9 (Karte)                                                                 |           | einzelnes Kulturdenkmal |    |
| BW                                      | Gartenpavillon                           | Gubener Straße 16 (Karte)                                                                 |           | einzelnes Kulturdenkmal |    |
| weitere Bilder Fotos hochladen          | Nebengebäude                             | Gubener Straße 22 (Karte)                                                                 |           | straßenseitig; einzelnes Kulturdenkmal                                                                                                 |    |
| weitere Bilder Fotos hochladen          | Mauer                                    | Gubener Straße 22 (Karte)                                                                 |           | einzelnes Kulturdenkmal |    |
| weitere Bilder Fotos hochladen          | Wohnhaus                                 | Im Haun 11 (Karte)                                                                        |           | einzelnes Kulturdenkmal |    |
| weitere Bilder Fotos hochladen          | Hofmauer mit Tor und Portal              | Im Haun 11 (Karte)                                                                        |           | einzelnes Kulturdenkmal |    |
| BW                                      |                                          | Im Haun 14 (Karte)                                                                        |           | Teil des Ensembles Bauliche Gesamtanlage Einfriedungsmauer mit Portalen und Gebäude des ehemaligen Gutsparkes                          |    |
| weitere Bilder Fotos hochladen          |                                          | Im Haun 16 (Karte)                                                                        |           | Teil des Ensembles Bauliche Gesamtanlage Einfriedungsmauer mit Portalen und Gebäude des ehemaligen Gutsparkes                          |    |
| weitere Bilder Fotos hochladen          | Gutshaus                                 | Im Haun 18 (Karte)                                                                        |           | einzelnes Kulturdenkmal |    |
| weitere Bilder Fotos hochladen          | Wohnhaus                                 | Kamenzer Straße 9 (Karte)                                                                 |           | einzelnes Kulturdenkmal |    |
| Direkt Bild zu diesem Denkmal hochladen | Gehöft                                   | Kühnhäuser Straße 33                                                                      |           | einzelnes Kulturdenkmal |    |
| weitere Bilder Fotos hochladen          | Transformatorenhaus                      | Loburger Straße o. Nr. (Karte)                                                            |           | einzelnes Kulturdenkmal |    |
| weitere Bilder Fotos hochladen          | Katholische Pfarrkirche St. Antonius     | Neustrelitzer Straße 18 (Karte)                                                           |           | mit Ausstattung; einzelnes Kulturdenkmal                                                                                               |    |
| weitere Bilder Fotos hochladen          | Gemeindehaus                             | Neustrelitzer Straße 18 (Karte)                                                           |           | einzelnes Kulturdenkmal |    |
| weitere Bilder Fotos hochladen          | Evangelische Pfarrkirche St.Viti         | Ringstraße (Karte)                                                                        |           | mit Ausstattung; einzelnes Kulturdenkmal                                                                                               |    |
| weitere Bilder Fotos hochladen          | Kirchhof                                 | Ringstraße (Karte)                                                                        |           | einzelnes Kulturdenkmal |    |
| weitere Bilder Fotos hochladen          | Portal                                   | Ringstraße 4 (Karte)                                                                      |           | einzelnes Kulturdenkmal |    |
| weitere Bilder Fotos hochladen          | Portal                                   | Ringstraße 19 (Karte)                                                                     |           | einzelnes Kulturdenkmal; Teil des Ensembles Bauliche Gesamtanlage Einfriedungsmauer mit Portalen und Gebäude des ehemaligen Gutsparkes |    |
| weitere Bilder Fotos hochladen          |                                          | Ringstraße 19a (Karte)                                                                    |           | Teil des Ensembles Bauliche Gesamtanlage Einfriedungsmauer mit Portalen und Gebäude des ehemaligen Gutsparkes                          |    |
| weitere Bilder Fotos hochladen          |                                          | Ringstraße 20 (Karte)                                                                     |           | Teil des Ensembles Bauliche Gesamtanlage Einfriedungsmauer mit Portalen und Gebäude des ehemaligen Gutsparkes                          |    |
| weitere Bilder Fotos hochladen          |                                          | Ringstraße 21 (Karte)                                                                     |           | Teil des Ensembles Bauliche Gesamtanlage Einfriedungsmauer mit Portalen und Gebäude des ehemaligen Gutsparkes                          |    |
| weitere Bilder Fotos hochladen          |                                          | Ringstraße 42 (Karte)                                                                     |           | Teil des Ensembles Bauliche Gesamtanlage Gehöftzeile                                                                                   |    |
| weitere Bilder Fotos hochladen          |                                          | Ringstraße 43 (Karte)                                                                     |           | Teil des Ensembles Bauliche Gesamtanlage Gehöftzeile                                                                                   |    |
| BW                                      | Portal                                   | Ringstraße 43, in der Hofmauer (Karte)                                                    |           | einzelnes Kulturdenkmal |    |
| weitere Bilder Fotos hochladen          |                                          | Ringstraße 44 (Karte)                                                                     |           | Teil des Ensembles Bauliche Gesamtanlage Gehöftzeile                                                                                   |    |
| weitere Bilder Fotos hochladen          |                                          | Ringstraße 45 (Karte)                                                                     |           | Teil des Ensembles Bauliche Gesamtanlage Gehöftzeile                                                                                   |    |
| weitere Bilder Fotos hochladen          |                                          | Ringstraße 46 (Karte)                                                                     |           | Teil des Ensembles Bauliche Gesamtanlage Gehöftzeile                                                                                   |    |
| weitere Bilder Fotos hochladen          |                                          | Ringstraße 47 (Karte)                                                                     |           | Teil des Ensembles Bauliche Gesamtanlage Gehöftzeile                                                                                   |    |
| weitere Bilder Fotos hochladen          |                                          | Ringstraße 47a (Karte)                                                                    |           | Teil des Ensembles Bauliche Gesamtanlage Gehöftzeile                                                                                   |    |
| weitere Bilder Fotos hochladen          | Wohnhaus                                 | Sondershäuser Straße 7 (Karte)                                                            |           | einzelnes Kulturdenkmal |    |
| weitere Bilder Fotos hochladen          | Nebengebäude                             | Sondershäuser Straße 7 (Karte)                                                            |           | einzelnes Kulturdenkmal |    |
| weitere Bilder Fotos hochladen          | Wohnhaus                                 | Templiner Straße 6 (Karte)                                                                |           | einzelnes Kulturdenkmal |    |
| BW                                      | Portal                                   | Vitusplatz 3 (Karte)                                                                      |           | einzelnes Kulturdenkmal |    |
| weitere Bilder Fotos hochladen          |                                          | Zeitzer Straße 5 (Karte)                                                                  |           | Teil des Ensembles Kennzeichnendes Straßen- und Platzbild Wohnbebauung                                                                 |    |
| weitere Bilder Fotos hochladen          |                                          | Zeitzer Straße 6 (Karte)                                                                  |           | Kennzeichnendes Straßen- und Platzbild Wohnbebauung                                                                                    |    |
| weitere Bilder Fotos hochladen          |                                          | Zeitzer Straße 7 (Karte)                                                                  |           | Teil des Ensembles Kennzeichnendes Straßen- und Platzbild Wohnbebauung                                                                 |    |
| weitere Bilder Fotos hochladen          |                                          | Zeitzer Straße 8 (Karte)                                                                  |           | Teil des Ensembles Kennzeichnendes Straßen- und Platzbild Wohnbebauung                                                                 |    |
| weitere Bilder Fotos hochladen          |                                          | Zeitzer Straße 9 (Karte)                                                                  |           | Teil des Ensembles Kennzeichnendes Straßen- und Platzbild Wohnbebauung                                                                 |    |
| weitere Bilder Fotos hochladen          |                                          | Zeitzer Straße 10 (Karte)                                                                 |           | Teil des Ensembles Kennzeichnendes Straßen- und Platzbild Wohnbebauung                                                                 |    |
| weitere Bilder Fotos hochladen          |                                          | Zeitzer Straße 11 (Karte)                                                                 |           | Teil des Ensembles Kennzeichnendes Straßen- und Platzbild Wohnbebauung                                                                 |    |
| weitere Bilder Fotos hochladen          | Gehöft                                   | Zittauer Straße 5 (Karte)                                                                 |           | einzelnes Kulturdenkmal |    |
| weitere Bilder Fotos hochladen          | Wohn- und Geschäftshaus                  | Zittauer Straße 30 (Karte)                                                                |           | einzelnes Kulturdenkmal |    |
| weitere Bilder Fotos hochladen          | Einfriedung                              | Zittauer Straße 30 (Karte)                                                                |           | einzelnes Kulturdenkmal |    |
| weitere Bilder Fotos hochladen          | Ev. Pfarrkirche St. Kiliani              | Zittauer Straße 34 (Karte)                                                                | 1792      | mit Ausstattung; einzelnes Kulturdenkmal                                                                                               |    |
| weitere Bilder Fotos hochladen          | Kirchhof                                 | Zittauer Straße 34 (Karte)                                                                |           | einzelnes Kulturdenkmal |    |
| BW                                      | Grabmal                                  | Zittauer Straße 34 (Karte)                                                                |           | einzelnes Kulturdenkmal |    |
| BW                                      | Portal von der ehemaligen Thomaskirche   | Zum Zoopark (Karte)                                                                       |           | einzelnes Kulturdenkmal |    |

## Ehemalige Kulturdenkmale in Gispersleben
| Bild                                    | Bezeichnung                            | Lage                      | Datierung | Beschreibung                                        | ID |
| --------------------------------------- | -------------------------------------- | ------------------------- | --------- | --------------------------------------------------- | -- |
| Fotos hochladen                         | Kennzeichnendes Straßen- und Platzbild | Akazienallee 6 (Karte)    |           | Kennzeichnendes Straßen- und Platzbild Wohnbebauung |    |
| Fotos hochladen                         | Kennzeichnendes Straßen- und Platzbild | Akazienallee 8 (Karte)    |           | Kennzeichnendes Straßen- und Platzbild Wohnbebauung |    |
| Fotos hochladen                         | Kennzeichnendes Straßen- und Platzbild | Akazienallee 10 (Karte)   |           | Kennzeichnendes Straßen- und Platzbild Wohnbebauung |    |
| Fotos hochladen                         | Kennzeichnendes Straßen- und Platzbild | Akazienallee 10 A (Karte) |           | Kennzeichnendes Straßen- und Platzbild Wohnbebauung |    |
| Fotos hochladen                         | Kennzeichnendes Straßen- und Platzbild | Akazienallee 12 (Karte)   |           | Kennzeichnendes Straßen- und Platzbild Wohnbebauung |    |
| Fotos hochladen                         | Kennzeichnendes Straßen- und Platzbild | Akazienallee 14 (Karte)   |           | Kennzeichnendes Straßen- und Platzbild Wohnbebauung |    |
| BW                                      | Kennzeichnendes Straßen- und Platzbild | Akazienallee 16 (Karte)   |           | Kennzeichnendes Straßen- und Platzbild Wohnbebauung |    |
| Fotos hochladen                         | Kennzeichnendes Straßen- und Platzbild | Akazienallee 18 (Karte)   |           | Kennzeichnendes Straßen- und Platzbild Wohnbebauung |    |
| Fotos hochladen                         | Kennzeichnendes Straßen- und Platzbild | Gubener Straße 2 (Karte)  |           | Kennzeichnendes Straßen- und Platzbild Wohnbebauung |    |
| Fotos hochladen                         | Kennzeichnendes Straßen- und Platzbild | Gubener Straße 3 (Karte)  |           | Kennzeichnendes Straßen- und Platzbild Wohnbebauung |    |
| BW                                      | Grabmal                                | Ringstraße (Karte)        |           | einzelnes Kulturdenkmal                             |    |
| Fotos hochladen                         | Kennzeichnendes Straßen- und Platzbild | Worbiser Straße 1 (Karte) |           | Kennzeichnendes Straßen- und Platzbild Wohnbebauung |    |
| Fotos hochladen                         | Kennzeichnendes Straßen- und Platzbild | Worbiser Straße 2 (Karte) |           | Kennzeichnendes Straßen- und Platzbild Wohnbebauung |    |
| Fotos hochladen                         | Kennzeichnendes Straßen- und Platzbild | Worbiser Straße 3 (Karte) |           | Kennzeichnendes Straßen- und Platzbild Wohnbebauung |    |
| Fotos hochladen                         | Kennzeichnendes Straßen- und Platzbild | Worbiser Straße 4 (Karte) |           | Kennzeichnendes Straßen- und Platzbild Wohnbebauung |    |
| Direkt Bild zu diesem Denkmal hochladen | Industriegebäude Kraftwerk             | Zittauer Straße 33        |           | einzelnes Kulturdenkmal                             |    |